# 菁芜洲镇
菁芜洲镇，是中华人民共和国湖南省怀化市通道侗族自治县下辖的一个乡镇级行政单位。

## 行政区划
菁芜洲镇下辖以下地区：
兴菁社区、菁芜洲村、地朗坪村、车控村、地连村、水南村、里勇村、寨头堡村、銮塘村、小江村、马头村、地会村、八路村、老王脚村、江口村、曹家冲村、蒋家堡村、九龙桥村、芙蓉村和坪溪村。